# Love Affair (film, 1932)
Pour les articles homonymes, voir Love Affair.
Pour plus de détails, voir Fiche technique et Distribution.
Love Affair est un film américain réalisé par Thornton Freeland, sorti en 1932.

## Fiche technique
- Titre : Love Affair
- Réalisation : Thornton Freeland
- Scénario : Ursula Parrott (en) et Jo Swerling
- Photographie : Ted Tetzlaff
- Montage : Jack Dennis
- Société de production : Columbia Pictures
- Pays de production : États-Unis
- Format : Noir et blanc - 1,37:1
- Genre : drame
- Durée : 68 minutes
- Date de sortie : 1932

## Distribution
- Dorothy Mackaill : Carol Owen
- Humphrey Bogart : Jim Leonard
- Hale Hamilton : Bruce Hardy
- Halliwell Hobbes : Kibbee
- Astrid Allwyn : Linda Lee
- Jack Kennedy : Gilligan
- Bradley Page (en) : Georgie Keeler